# Végétal
Pour les articles homonymes, voir Végétal (homonymie).
 (juin 2016).
Taxons concernés
Dans les règnes :
- Cyanobacteria
- Thallophyta

et le sous-règne :
- Tracheobionta

Selon les classifications scientifiques classiques, un végétal est un organisme pluricellulaire, eucaryote défini par ses capacités photosynthétiques. Selon l'étymologie du terme il appartient à l'une des diverses lignées qui « végètent » c'est-à-dire qui respirent, se nourrissent, croissent comme les plantes, mais contrairement à une idée largement répandue, le terme « végétal » ne désigne pas uniquement les plantes. Si l'on définit les plantes comme l'ensemble des organismes couramment reconnus comme les « végétaux verts », elles forment un groupe monophylétique comprenant les algues vertes et les plantes terrestres, constituant le taxon des Chlorobiontes. Les végétaux incluent donc les plantes et les algues. Toutefois, au sens de la phylogénétique, et dans les classifications modernes, le « règne végétal » avec son contenu traditionnel n'existe plus, dispersé dans plusieurs clades séparés, et le « végétal » est désormais un terme trop vague,, qui tend à ne plus être employé en botanique.

## Systématique
Le règne végétal est un assemblage polyphylétique d’organismes photosynthétiques et dont les cellules ont une paroi faite de cellulose. Ce groupe est formé de deux lignées : l’une d’algues, l'autre de plantes terrestres qui comprennent notamment les bryophytes (mousses et hépatiques), les fougères (ptéridophytes), les gymnospermes et les angiospermes.
La botanique, discipline d'étude des végétaux, identifiait au début du XXIe siècle environ :
- 10 000 espèces de mousses et 4 000 d’hépatiques ;
- 20 000 espèces de fougères, diversifiées depuis le début du Carbonifère ;
- 900 espèces de gymnospermes (Conifères, Cycades, Gnétales), diversifiées depuis probablement la fin du Carbonifère ;
- 300 000 espèces de plantes à fleurs, diversifiées depuis le Crétacé.

N'étant pas photosynthétiques, les champignons ne sont plus classés dans le règne végétal, mais forment le règne identifié des Fungi.
Les algues forment un ensemble polyphylétique : certaines sont des plantes (glaucophytes, algues vertes ou algues rouges…) mais d'autres non (algues brunes ou diatomées qui sont des straménopiles). C'est pourquoi la botanique a progressivement délaissé le terme « végétal » devenu trop imprécis.

## Histoire de la classification
Au début du XXe siècle, on répartissait les végétaux selon les trois grandes catégories suivantes :
- les cyanobactéries ;
- les thallophytes, avec les algues, les champignons et les lichens ;
- les « plantes à tige » ou cormophytes (anciennement appelés végétaux supérieurs).

En 1969 Robert Harding Whittaker proposait une classification à cinq règnes dans lequel le règne végétal Plantae complétait quatre autres règnes : les protistes (unicellulaires), les monères, les Fungi (champignons), et les animaux.

Cette classification n'est encore retenue de nos jours que pour les organismes multicellulaires (animaux, champignons, plantes).
Les taxons non valides sont désormais dispersés dans différentes lignées. Les classifications phylogénétiques récentes « admettent que les « végétaux » se répartissent dans six des huit grands groupes reconnus aujourd'hui : Hétérocontes, Alvéolobiontes, Cercozoaires, Opisthocontes, Discicristés et lignée verte, toutes incluant « Champignons » et « Algues », la dernière rassemblant les végétaux « terrestres » dont des « Cryptogames » (Bryophytes et Ptéridophytes) ».
La classification moderne des Eucaryotes n'utilise plus le terme de « végétal » auquel on préfère aujourd'hui les termes plus précis de Chlorobiontes (algues vertes et plantes terrestres), algues rouges ou algues brunes… qui désignent des groupes monophylétiques aux caractères mieux définis.

## Le végétal: biomasse planétaire la plus importante (en matière de carbone)
Selon un article récent de Bar-On et al., les plantes comptent moins d'espèces que le seul groupe des arthropodes ; mais en matière de biomasse, elles sont l'ensemble physiquement le plus « lourd » de la planète, avec 80 % de tout le carbone stocké par des organismes. Selon les estimations de précédentes études et les calculs de ces chercheurs, au début du XXIe siècle, l'ensemble du Vivant terrestre pèserait environ 550 gigatonnes (Gt) de carbone, dont 450 Gt sont des plantes, loin devant les bactéries (70 Gt, soit 13 % de la biomasse) et les champignons (12 Gt soit 2 %), et très loin devant la faune. En effet, la faune, dont l'Homme fait partie, ne compte que pour 2 Gt de carbone (dont 50 % sous forme d'arthropodes), loin devant les humains qui avec 0,06 gigatonnes sont comparables aux termites ou au krill ; cependant, la pression de l'Homme sur le reste de la biomasse terrestre et marine est, depuis 10 000 ans, énorme.
L'Homme utilise des végétaux pour nourrir ses troupeaux de bovins, porcs et autres animaux domestiques ou de compagnie dont le poids en carbone est aujourd'hui environ 20 fois plus élevé que celui que tous les mammifères sauvages (comme nos volailles domestiquées dépassent en poids l'ensemble des autres oiseaux). Depuis son expansion sur la Planète, l'Homme aurait aussi divisé par deux la biomasse végétale.

## Caractéristiques des végétaux
Les végétaux sont des eucaryotes pluricellulaires réalisant la photosynthèse et cela grâce à des organites bien particuliers.
Les cellules végétales se distinguent des autres cellules eucaryotes par une paroi pectocellulosique faite de cellulose et de protéines et par la vacuole faisant partie de leur vacuome.
Les végétaux n’ont pas de neurones et donc pas de système nerveux structuré. Ils disposent cependant d'une forme de mémoire (immunitaire notamment) et réagissent à des stimuli au même titre que les animaux. Des informations et des réactions sont transmises par les cellules du liber sous forme de signal électrique. Stefano Mancuso du Laboratoire international de neurobiologie végétale à Sesto Fiorentino (près de Florence), estime que les végétaux ont une « sorte de cerveau » diffus, alors que chez les animaux tout est concentré dans un même organe. Une plante stressée ou attaquée produit des protéines et d'autres molécules d'alertes et/ou de défense (véhiculées par l'acide jasmonique) ; certaines de ces substances (tanins) sont désagréables pour les herbivores, alors incités à aller manger une autre plante. Ainsi certains acacias rendent leurs feuilles provisoirement toxiques et on a constaté que des acacias encore non-touchés avaient déjà rendu leurs feuilles toxiques avant d'être attaqués. Un phénomène similaire a également été constaté chez les érables[réf. nécessaire]. Beaucoup de végétaux émettent des protéines de défense. C'est le cas, par exemple de la tomate (notons qu'il émet du jasmonate méthyle, une forme volatile de l'acide jasmonique), du chou, ou encore du maïs. Cependant, ces deux derniers émettent non pas des protéines, mais des phéromones qui vont attirer les prédateurs des herbivores. Ainsi le maïs va attirer une variété de guêpes qui vont pondre leurs œufs dans la chenille qui attaque le plant de maïs.
Toutes les plantes lors de leur croissance répondent à l'un des quelques modèles de croissance des végétaux (architecture des plantes) qui résulte de la manière dont la dynamique cellulaire et générale des végétaux s'est organisée chez le plantes au cours de l'évolution. Cette architecture est modélisée pour les images de synthèse réalisée au cinéma notamment, mais aussi pour des raisons de recherche scientifiques.